# Drew Doughty
Drew Doughty (ur. 8 grudnia 1989 w London, Ontario) – kanadyjski hokeista, reprezentant Kanady, dwukrotny olimpijczyk.

## Kariera
- London Jr. Knights Min Midget (2004-2005)
- London Nationals (2005)
- Guelph Storm (2005-2008)
- Los Angeles Kings (2008-)

Wychowanek London MHA. Przez trzy sezony grał w drużynie Guelph Storm w kanadyjskiej juniorskiej lidze OHL w ramach CHL. Następnie w drafcie NHL z 2008 został wybrany przez Los Angeles Kings z numerem 2. Od tego roku gra w barwach tej drużyny w lidze NHL. W pierwszym sezonie zgromadził 27 punktów (6 goli) w klasyfikacji kanadyjskiej. We wrześniu 2011 przedłużył kontrakt z klubem o osiem lat.
Uczestniczył w turniejach mistrzostw świata 2009, zimowych igrzysk olimpijskich 2010, 2014, Pucharu Świata 2016.

## Sukcesy

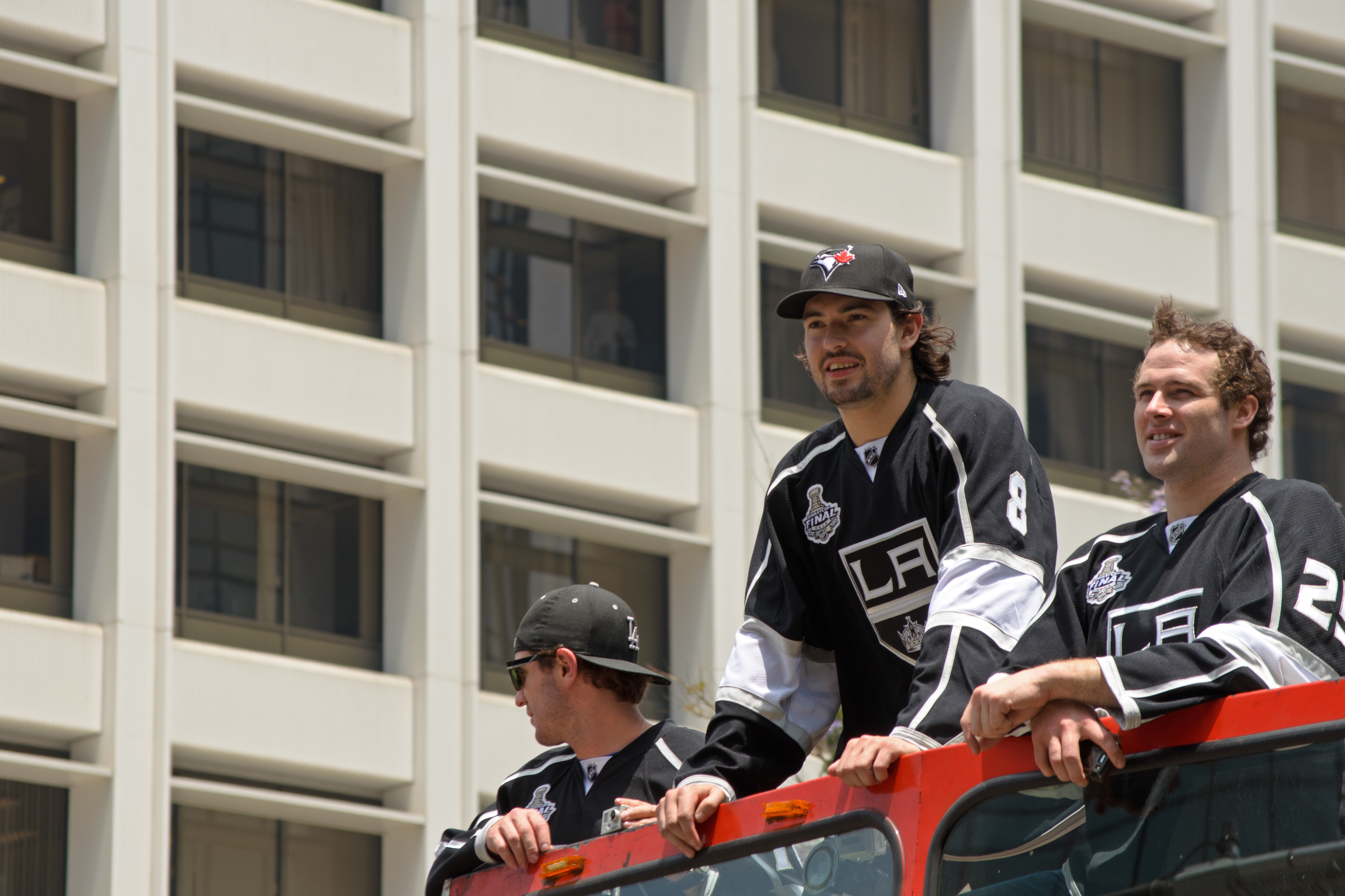
Drew Doughty (w środku) podczas parady Los Angeles Kings po zdobyciu Pucharu Stanleya (2012)

Reprezentacyjne
- Złoty medal mistrzostw świata juniorów do lat 20: 2008
- Srebrny medal mistrzostw świata: 2009
- Złoty medal zimowych igrzysk olimpijskich: 2010, 2014
- Puchar Świata: 2016

Klubowe
- Mistrzostwo konferencji NHL: 2012 z Los Angeles Kings
- Clarence S. Campbell Bowl: 2012 z Los Angeles Kings
- Puchar Stanleya – mistrzostwo NHL: 2012, 2014 z Los Angeles Kings

Indywidualne
- Sezon OHL i CHL 2005/2006:
  - Pierwszy skład gwiazd OHL
  - Skład gwiazd pierwszoroczniaków CHL
- Sezon OHL 2006/2007:
  - Pierwszy skład gwiazd OHL
- Mistrzostwa świata do lat 18 w hokeju na lodzie mężczyzn 2007/Elita:
  - Trzecie miejsce w klasyfikacji kanadyjskiej wśród obrońców turnieju: 5 punktów[2]
  - Jeden z trzech najlepszych zawodników reprezentacji na turnieju[3]
- Sezon OHL i CHL 2007/2008:
  - Pierwszy skład gwiazd OHL
  - Max Kaminsky Trophy - najwybitniejszy zawodnik OHL
  - Pierwszy skład gwiazd CHL
  - CHL Top Prospects Game
  - OHL CHL Subway Super Series
  - Mistrzostwa Świata Juniorów w Hokeju na Lodzie 2008/Elita:
  - Skład gwiazd turnieju
  - Najlepszy obrońca turnieju
- Sezon NHL (2008/2009):
  - NHL All-Rookie Team
- Sezon NHL (2009/2010):
  - Drugi skład gwiazd
- Sezon NHL (2011/2012):
  - Pierwsze miejsce w klasyfikacji kanadyjskiej wśród obrońców w fazie play-off: 16 punktów
- Hokej na lodzie na Zimowych Igrzyskach Olimpijskich 2014 – turniej mężczyzn:
  - Czwarte miejsce w klasyfikacji strzelców turnieju: 4 gole
  - Piąte miejsce w klasyfikacji kanadyjskiej turnieju: 6 punktów
  - Drugie miejsce w klasyfikacji kanadyjskiej wśród obrońców turnieju: 6 punktów
  - Skład gwiazd turnieju
- Występ w Meczu Gwiazd NHL w sezonie 2015-2016
- Występ w Meczu Gwiazd NHL w sezonie 2016-2017
- Występ w Meczu Gwiazd NHL w sezonie 2017-2018